# Ленивка
Лени́вка — небольшая улица в центре Москвы в Хамовниках между Пречистенской набережной и Волхонкой.

## История
Название известно с XIX века. В разное время улица также называлась Ленивый Торжок и Ленивый Вражек. Первое название дублирует название рынка (торга, торжка), находившегося здесь в конце XVII века (ленивыми назывались торги, где товар продавался прямо с телег), второе — название оврага, по которому протекала речка Ленивка, левый приток Москвы-реки. Это название, как полагают, было дано речке за тихое течение, особенно — по сравнению с соседним Черторыем, но более вероятно, что овраг (и речка) был назван по Ленивому торжку.
В XVII столетии в продолжение Ленивки, через Москву-реку был построен каменный мост, который назывался Всехсвятским. В 1938 году ниже по течению Москвы-реки, был построен современный Большой Каменный мост. Старый мост был разобран, улица Ленивка стала съездом с Волхонки на Кремлёвскую набережную Москвы-реки.
Раньше Ленивка считалась самой короткой улицей Москвы. «Ленивка — всего три-четыре кое-как, враскос составленных дома — коротка потому, что ей лень быть длиннее», — иронизировал в 1925 г. С. Кржижановский. С 1936 г. самой короткой улицей Москвы является улица Венецианова в посёлке «Сокол», которая короче Ленивки на 112 метров, так как является тупиком длиной 48 м.

## Описание

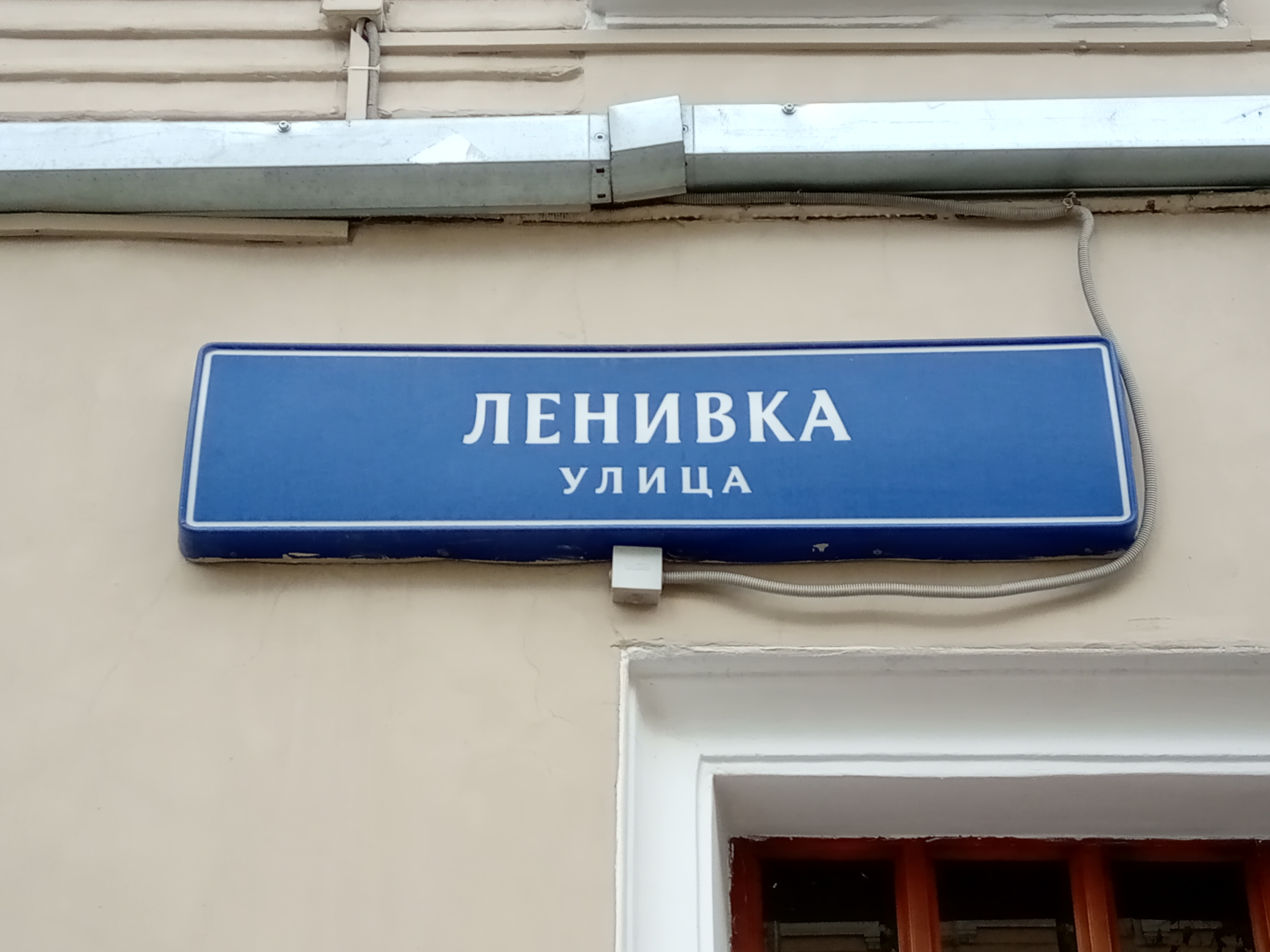
Табличка с названием улицы Ленивка

Ленивка начинается от Пречистенской набережной чуть южнее Большого Каменного моста и проходит на северо-запад параллельно Всехсвятскому проезду до Волхонки. Справа к ней примыкает Лебяжий переулок.

## Здания и сооружения
По нечётной стороне:
- № 1/45 — Доходный дом (1903, архитектор В. И. Мясников). Здание имеет дополнительный адрес по Пречистенской набережной и является ценным градоформирующим объектом[2]. В доме жили архитектор П. П. Щёкотов, военачальник Б. М. Шапошников[3][4]. В настоящее время здесь размещается строительно-промышленная корпорация «Развитие».

По чётной стороне:
- № 2 — Доходный дом (1889, архитектор С. С. Эйбушиц)
- № 4 — Дом наследниц Г. И. Хлудова (перестроен в 1890 году архитектором С. С. Эйбушицем, при участии Л. Н. Кекушева)[5]